# 하리 라브레이선
하리 라브레이선(네덜란드어: Harrie Lavreysen, 1997년 3월 14일~)은 네덜란드의 자전거 경기 선수로 주 종목은 트랙 자전거이다. 올림픽에서 금메달 5개를 획득했으며 2020년 하계 올림픽에서 남자 스프린트와 단체전 금메달, 경륜 동메달을 획득했고 2024년 하계 올림픽에서 남자 스프린트, 단체 스프린트, 경륜 금메달을 획득했다.